# Calviac-en-Périgord
Pour les articles homonymes, voir Calviac (homonymie).
Calviac-en-Périgord est une commune française située dans le département de la Dordogne, en région Nouvelle-Aquitaine.

## Géographie

### Généralités
En Périgord noir, dans le quart sud-est du département de la Dordogne, la commune de Calviac-en-Périgord est principalement située en rive droite de la Dordogne. Seules deux petites parcelles de terrain représentant au total près de douze hectares se trouvent en rive gauche. C'est une commune rurale qui fait partie de l'aire d'attraction de Sarlat-la-Canéda, zonage d’étude défini par l'Insee, qui a remplacé en 2020 l'aire urbaine de Sarlat-la-Canéda dont elle faisait partie.
Le petit bourg de Calviac-en-Périgord, au bord de la route départementale (RD) 703 qui longe la Dordogne, se situe en distances orthodromiques, dix kilomètres à l'est-sud-est de Sarlat-la-Canéda et douze kilomètres à l'ouest-sud-ouest de Souillac.
La commune est également desservie par les RD 703E2 et RD 704a.
Le sentier de grande randonnée GR 6 borde le territoire communal au nord de la commune, en limites de Carlux et Saint-Vincent-le-Paluel.
Empruntant le tracé de l'ancienne ligne ferroviaire de Siorac-en-Périgord à Cazoulès, une voie verte suit la RD 703 sur près de cinq kilomètres.

### Communes limitrophes
Calviac-en-Périgord est limitrophe de sept autres communes dont Veyrignac au sud-ouest sur une soixantaine de mètres.
| Saint-Vincent-le-Paluel | Prats-de-Carlux     | Carlux                 |
| Carsac-Aillac           | Calviac-en-Périgord | Saint-Julien-de-Lampon |
| Veyrignac               | Sainte-Mondane      |                        |

### Géologie et relief

#### Géologie
Situé sur la plaque nord du Bassin aquitain et bordé à son extrémité nord-est par une frange du Massif central, le département de la Dordogne présente une grande diversité géologique. Les terrains sont disposés en profondeur en strates régulières, témoins d'une sédimentation sur cette ancienne plate-forme marine. Le département peut ainsi être découpé sur le plan géologique en quatre gradins différenciés selon leur âge géologique. Calviac-en-Périgord est située dans le troisième gradin à partir du nord-est, un plateau formé de calcaires hétérogènes du Crétacé.
Les couches affleurantes sur le territoire communal sont constituées de formations superficielles du Quaternaire datant du Cénozoïque et de roches sédimentaires du Mésozoïque. La formation la plus ancienne, notée c2c, date du Turonien moyen à supérieur, composée de calcaires cryptocristallins, calcaires gréseux à rudistes et marnes à huîtres et à rhynchonelles. La formation la plus récente, notée CF, fait partie des formations superficielles de type colluvions indifférenciées sablo-argileuses et argilo-sableuses. Le descriptif de ces couches est détaillé dans  la feuille « no 808 - Sarlat-la-Canéda » de la carte géologique au 1/50 000 de la France métropolitaine, et sa notice associée.

Carte géologique de Calviac-en-Périgord.

#### Relief et paysages
Le département de la Dordogne se présente comme un vaste plateau incliné du nord-est (491 m, à la forêt de Vieillecour dans le Nontronnais, à Saint-Pierre-de-Frugie) au sud-ouest (2 m à Lamothe-Montravel). L'altitude du territoire communal varie quant à elle entre 60 m au sud-ouest, là où la Dordogne quitte la commune pour entrer sur celle de Carsac-Aillac, et 245 m en deux endroits au nord de la commune, aux lieux-dits Sainte-Radegonde et Pech de Trop,.
Dans le cadre de la Convention européenne du paysage entrée en vigueur en France le 1er juillet 2006, renforcée par la loi du 8 août 2016 pour la reconquête de la biodiversité, de la nature et des paysages, un atlas des paysages de la Dordogne a été élaboré sous maîtrise d’ouvrage de l’État et publié en octobre 2020. Les paysages du département s'organisent en huit unités paysagères et 14 sous-unités. La commune fait partie du Périgord noir, un paysage vallonné et forestier, qui ne s’ouvre que ponctuellement autour de vallées-couloirs et d’une multitude de clairières de toutes tailles. Il s'étend du nord de la Vézère au sud de la Dordogne (en amont de Lalinde) et est riche d’un patrimoine exceptionnel.
La superficie cadastrale de la commune publiée par l'Insee, qui sert de référence dans toutes les statistiques, est de 14,52 km2,,. La superficie géographique, issue de la BD Topo, composante du Référentiel à grande échelle produit par l'IGN, est quant à elle de 14,44 km2.

### Hydrographie

#### Réseau hydrographique
La commune est située dans le bassin de la Dordogne au sein du Bassin Adour-Garonne. Elle est drainée par la Dordogne, le ruisseau d'Eyrand et par un petit cours d'eau, qui constituent un réseau hydrographique de six kilomètres de longueur totale,.
La Dordogne, d'une longueur totale de 483,1 km, prend naissance sur les flancs du puy de Sancy (1 885 m), dans la chaîne des monts Dore, traverse six départements dont la Dordogne dans sa partie sud, et conflue avec la Garonne à Bayon-sur-Gironde, pour former l'estuaire de la Gironde,. Elle arrose le sud de la commune sur trois kilomètres et demi, lui servant de limite territoriale sur deux kilomètres, en deux tronçons, face à Saint-Julien-de-Lampon et Sainte-Mondane.
Affluent de rive droite de la Dordogne, le ruisseau d'Eyrand prend sa source au sud-est du bourg et longe la Dordogne sur deux kilomètres et demi.

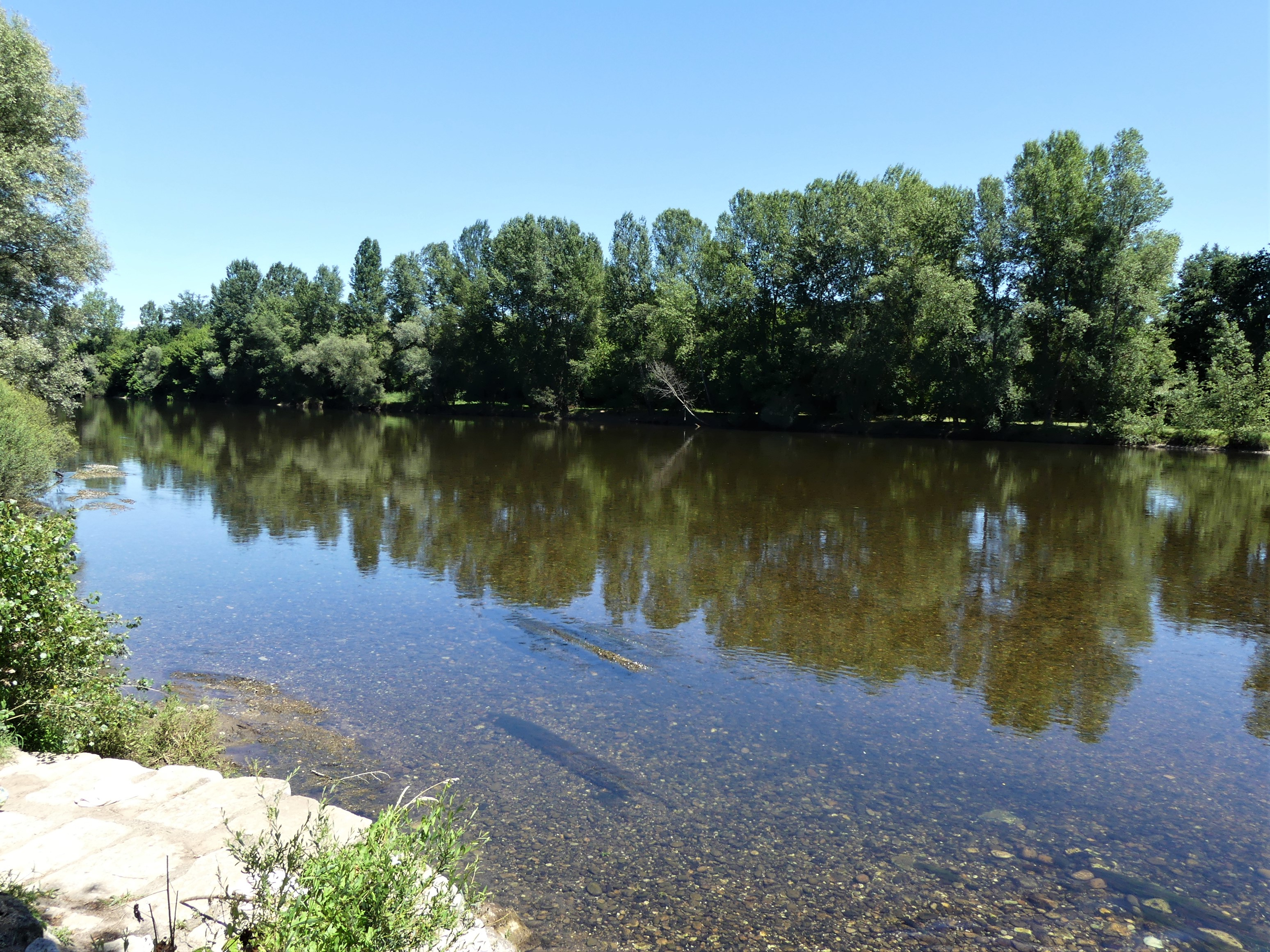
La Dordogne au sud du bourg de Calviac-en-Périgord. À cet endroit, les deux rives font partie du territoire communal.
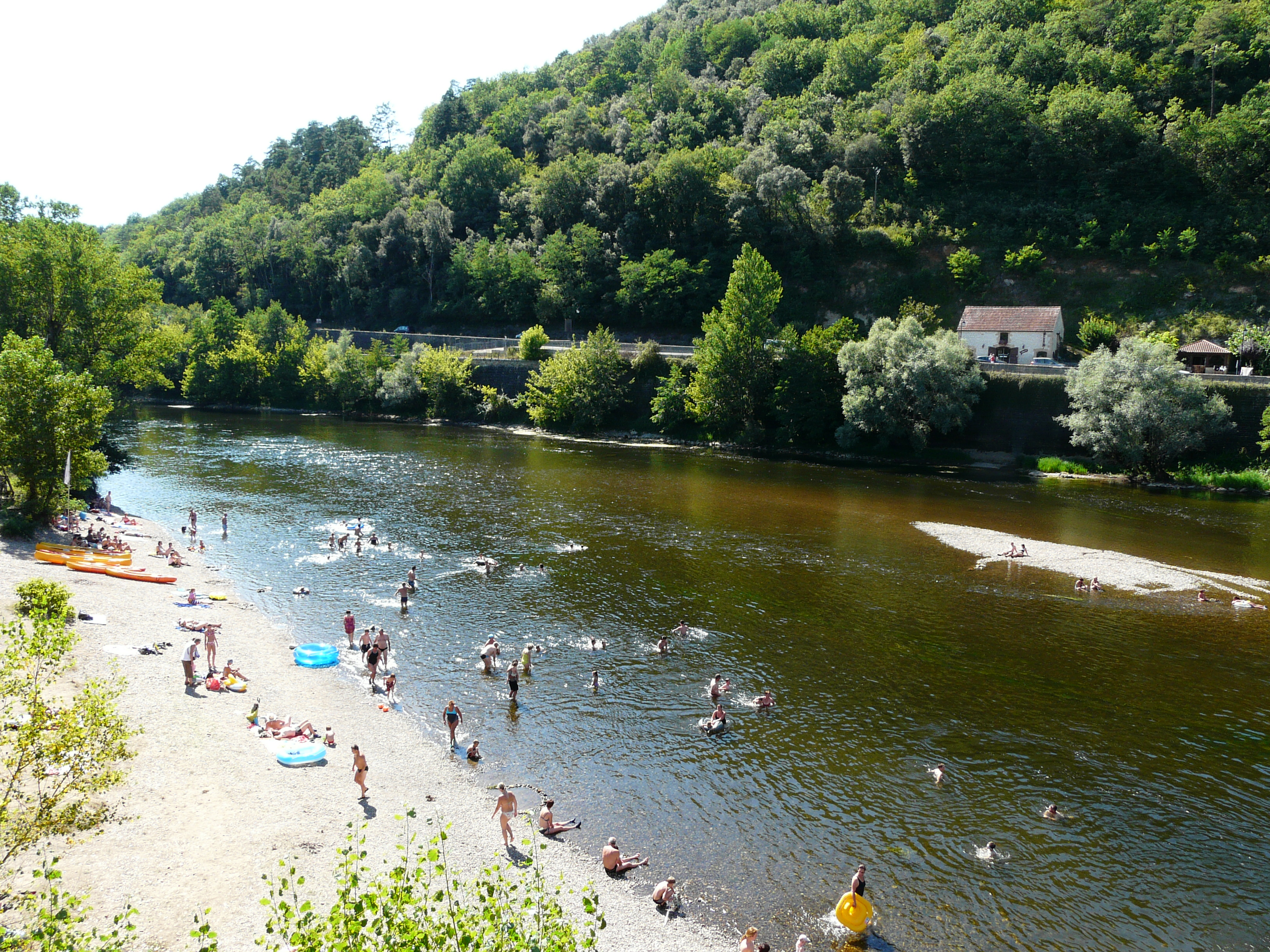
En aval du pont de Rouffillac, la Dordogne sert de limite entre Saint-Julien-de-Lampon (à gauche) et Calviac-en-Périgord.
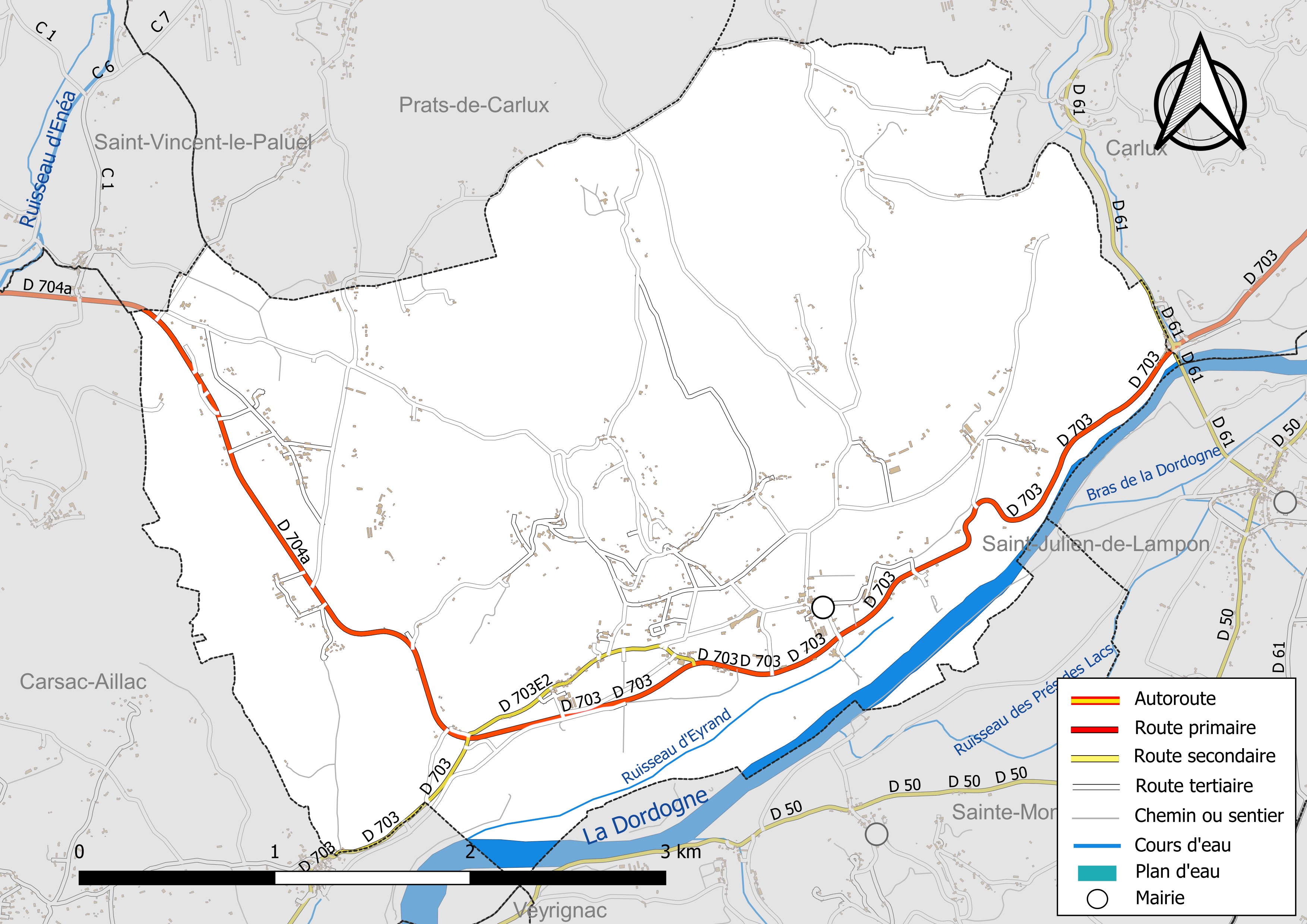
Réseaux hydrographique et routier de Calviac-en-Périgord.

#### Gestion et qualité des eaux
Le territoire communal est couvert par le schéma d'aménagement et de gestion des eaux (SAGE) « Dordogne amont ». Ce document de planification, dont le territoire s'étend des sources de la Dordogne jusqu'à la confluence de la Vézère à Limeuil, d'une superficie de 9 700 km2 est en cours d'élaboration. La structure porteuse de l'élaboration et de la mise en œuvre est l'établissement public territorial de bassin de la Dordogne (EPIDOR). Il définit sur son territoire les objectifs généraux d’utilisation, de mise en valeur et de protection quantitative et qualitative des ressources en eau superficielle et souterraine, en respect des objectifs de qualité définis dans le troisième SDAGE  du Bassin Adour-Garonne qui couvre la période 2022-2027, approuvé le 10 mars 2022.
La qualité des eaux de baignade et des cours d’eau peut être consultée sur un site dédié géré par les agences de l’eau et l’Agence française pour la biodiversité.

### Climat
Pour des articles plus généraux, voir Climat de la Nouvelle-Aquitaine et Climat de la Dordogne.
Historiquement, la commune est exposée à un climat océanique aquitain.  
En 2020, Météo-France publie une typologie des climats de la France métropolitaine dans laquelle la commune est exposée à un climat océanique altéré et est dans la région climatique  Ouest et nord-ouest du Massif Central, caractérisée par une pluviométrie annuelle de 900 à 1 500 mm, maximale en automne et en hiver.
Pour la période 1971-2000, la température annuelle moyenne est de 13 °C, avec  une amplitude thermique annuelle de 15,6 °C. Le cumul annuel moyen de précipitations est de 940 mm, avec 10,9 jours de précipitations en janvier et 7 jours en juillet. Pour la période 1991-2020, la température moyenne annuelle observée sur la station météorologique la plus proche, située sur la commune de Salignac-Eyvigues à 13 km à vol d'oiseau, est de 13,0 °C et le cumul annuel moyen de précipitations est de 907,1 mm,. Pour l'avenir, les paramètres climatiques de la commune estimés pour 2050 selon différents scénarios d’émission de gaz à effet de serre sont consultables sur un site dédié publié par Météo-France en novembre 2022.

### Milieux naturels et biodiversité

#### Natura 2000
La Dordogne est un site du réseau Natura 2000 limité aux départements de la Dordogne et de la Gironde, et qui concerne les 103 communes riveraines de la Dordogne, dont Calviac-en-Périgord,. Seize espèces animales et une espèce végétale inscrites à l'annexe II de la directive 92/43/CEE de l'Union européenne y ont été répertoriées.
La zone Coteaux calcaires de la vallée de la Dordogne, qui s'étend au total sur 3 686 hectares et est partagée avec vingt-quatre autres communes, fait également partie du réseau Natura 2000,. Deux espèces de chauves-souris inscrites à l'annexe II de la directive 92/43/CEE de l'Union européenne y ont été répertoriées : le Grand rhinolophe (Rhinolophus ferrumequinum) et le Petit rhinolophe (Rhinolophus hipposideros). Sur la commune, elle s'étend sur environ huit kilomètres carrés et demi et correspond aux coteaux situés de part et d'autre de la route départementale (RD) 704a, et au nord de la RD 703, ce qui en fait la commune la plus importante en termes de superficie pour cette zone Natura 2000, avec environ 23 % de son total.

#### ZNIEFF
Calviac-en-Périgord fait partie des 102 communes concernées par la zone naturelle d'intérêt écologique, faunistique et floristique (ZNIEFF) de type II « La Dordogne »,, dans laquelle ont été répertoriées huit espèces animales déterminantes et cinquante-sept espèces végétales déterminantes, ainsi que quarante-trois autres espèces animales et trente-neuf autres espèces végétales.

## Urbanisme

### Typologie
Au 1er janvier 2024, Calviac-en-Périgord est catégorisée commune rurale à habitat dispersé, selon la nouvelle grille communale de densité à 7 niveaux définie par l'Insee en 2022.
Elle est située hors unité urbaine. Par ailleurs la commune fait partie de l'aire d'attraction de Sarlat-la-Canéda, dont elle est une commune de la couronne,. Cette aire, qui regroupe 45 communes, est catégorisée dans les aires de moins de 50 000 habitants,.

### Occupation des sols
L'occupation des sols de la commune, telle qu'elle ressort de la base de données européenne d’occupation biophysique des sols Corine Land Cover (CLC), est marquée par l'importance des forêts et milieux semi-naturels (60 % en 2018), en augmentation par rapport à 1990 (58,3 %). La répartition détaillée en 2018 est la suivante : 
forêts (58,3 %), zones agricoles hétérogènes (14,6 %), terres arables (12,9 %), zones urbanisées (9,9 %), eaux continentales (2,5 %), milieux à végétation arbustive et/ou herbacée (1,7 %), prairies (0,1 %). L'évolution de l’occupation des sols de la commune et de ses infrastructures peut être observée sur les différentes représentations cartographiques du territoire : la carte de Cassini (XVIIIe siècle), la carte d'état-major (1820-1866) et les cartes ou photos aériennes de l'IGN pour la période actuelle (1950 à aujourd'hui).

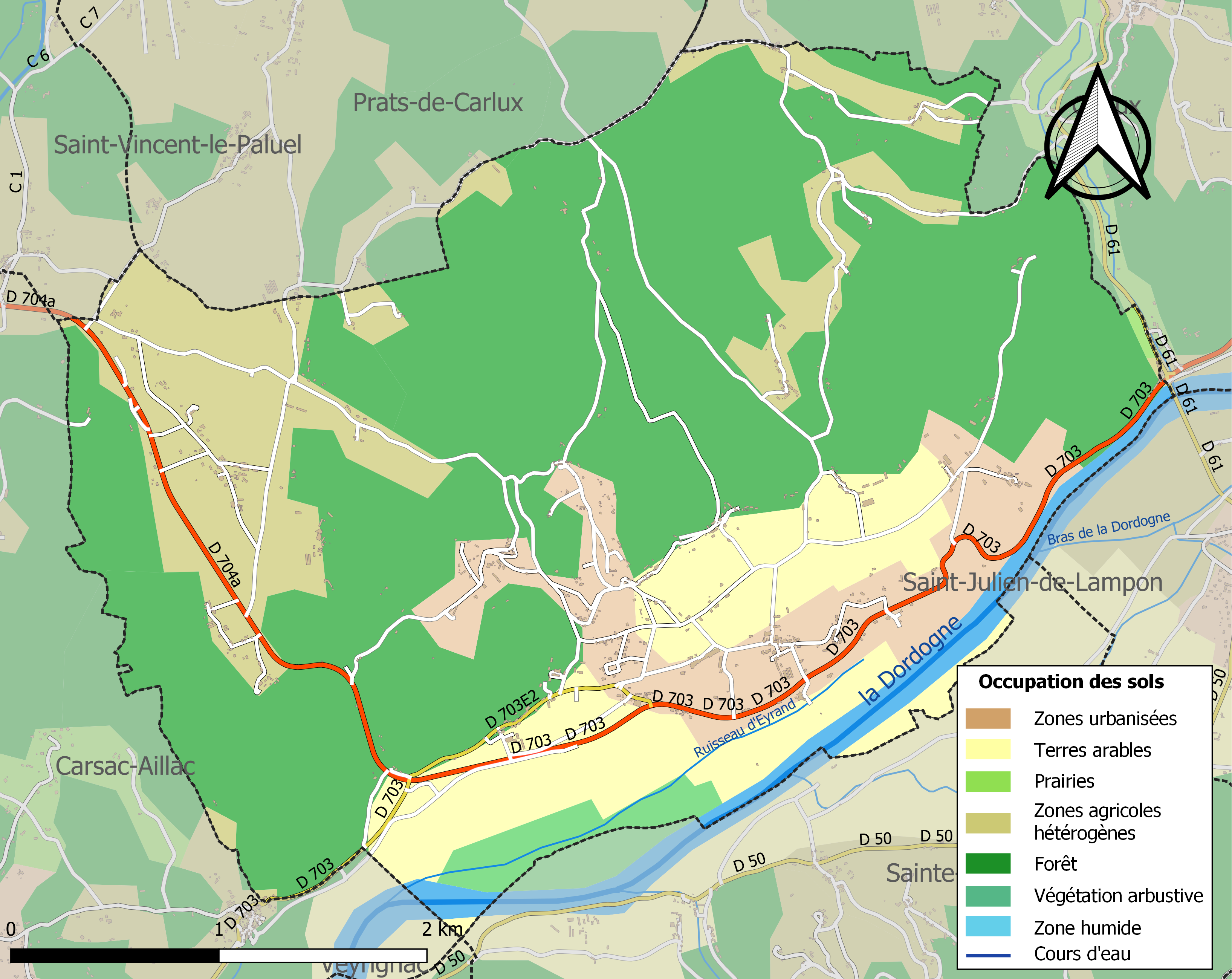
Carte des infrastructures et de l'occupation des sols de la commune en 2018 (CLC).

### Prévention des risques
Le territoire de la commune de Calviac-en-Périgord est vulnérable à différents aléas naturels : météorologiques (tempête, orage, neige, grand froid, canicule ou sécheresse), inondations, feux de forêts, mouvements de terrains et séisme (sismicité très faible). Il est également exposé à un risque technologique, la rupture d'un barrage. Un site publié par le BRGM permet d'évaluer simplement et rapidement les risques d'un bien localisé soit par son adresse soit par le numéro de sa parcelle.

#### Risques naturels
Certaines parties du territoire communal sont susceptibles d’être affectées par le risque d’inondation par débordement de cours d'eau, notamment la Dordogne. La commune a été reconnue en état de catastrophe naturelle au titre des dommages causés par les inondations et coulées de boue survenues en 1982, 1983, 1988, 1993, 1999, 2006, 2020 et 2021,. Le risque inondation est pris en compte dans l'aménagement du territoire de la commune par le biais du plan de prévention des risques inondation (PPRI) de la « vallée de la Dordogne amont »  approuvé le 15 avril 2011, pour les crues de la Dordogne,.
Calviac-en-Périgord est exposée au risque de feu de forêt. L’arrêté préfectoral du 14 mars 2013 fixe les conditions de pratique des incinérations et de brûlage dans un objectif de réduire le risque de départs d’incendie. À ce titre, des périodes sont déterminées : interdiction totale du 15 février au 15 mai et du 15 juin au 15 octobre, utilisation réglementée du 16 mai au 14 juin et du 16 octobre au 14 février. En septembre 2020, un plan inter-départemental de protection des forêts contre les incendies (PidPFCI) a été adopté pour la période 2019-2029,.

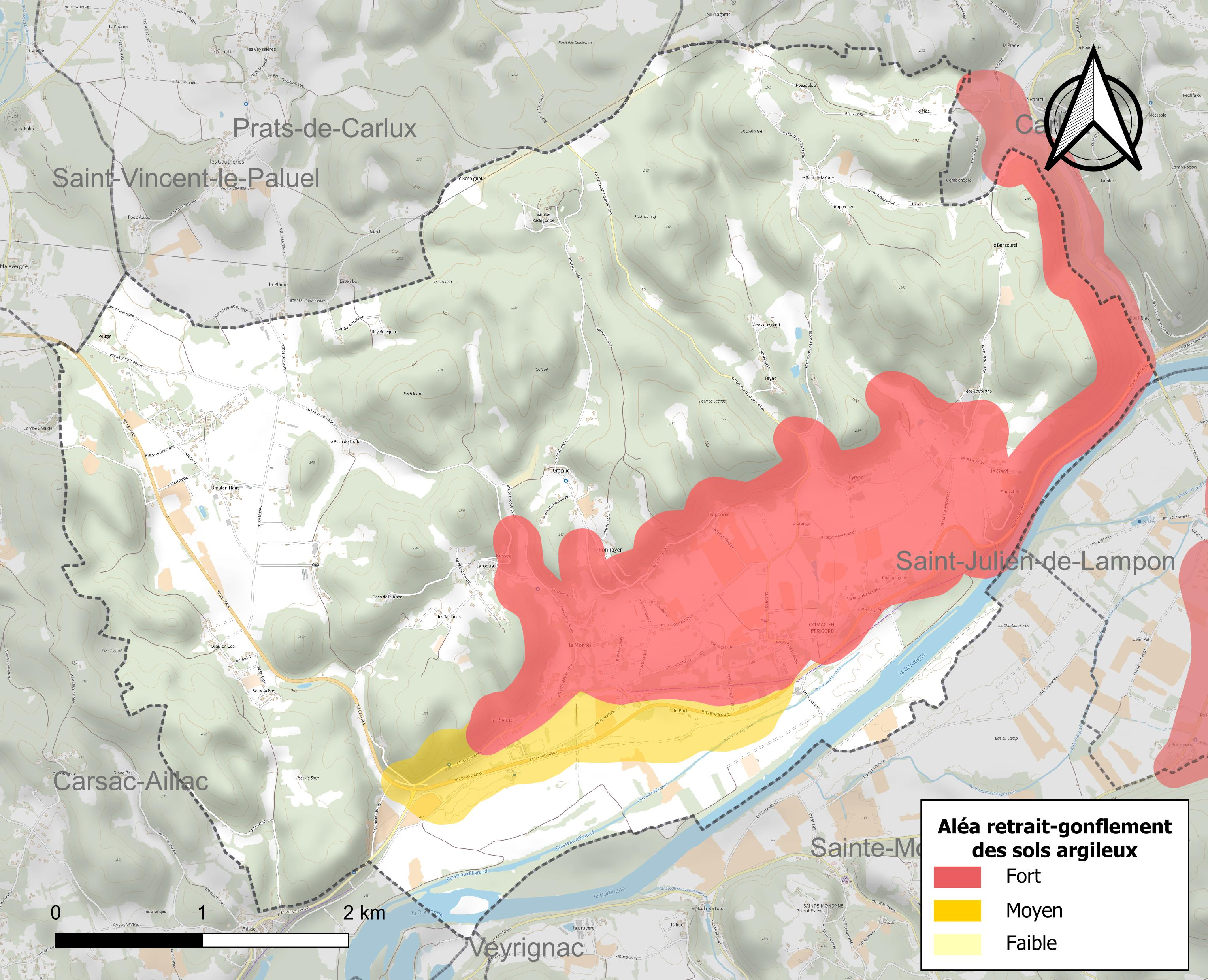
Carte des zones d'aléa retrait-gonflement des sols argileux de Calviac-en-Périgord.

Les mouvements de terrains susceptibles de se produire sur la commune sont des tassements différentiels. Le retrait-gonflement des sols argileux est susceptible d'engendrer des dommages importants aux bâtiments en cas d’alternance de périodes de sécheresse et de pluie. 23,3 % de la superficie communale est en aléa moyen ou fort (58,6 % au niveau départemental et 48,5 % au niveau national métropolitain). Depuis le 1er octobre 2020, en application de la loi ÉLAN, différentes contraintes s'imposent aux vendeurs, maîtres d'ouvrages ou constructeurs de biens situés dans une zone classée en aléa moyen ou fort,.
La commune a été reconnue en état de catastrophe naturelle au titre des dommages causés par la sécheresse en 2019 et par des mouvements de terrain en 1999.

#### Risque technologique
La commune est en outre située en aval du barrage de Bort-les-Orgues, un ouvrage de classe A situé dans le département de la Corrèze et faisant l'objet d'un PPI depuis 2009. À ce titre elle est susceptible d’être touchée par l’onde de submersion consécutive à la rupture de cet ouvrage.

## Toponymie
En occitan, la commune porte le nom de Calviac de Perigòrd.

## Histoire
En 1864 la commune se nommait Calviat. Le nom actuel a remplacé celui de Calviac en 1973.
Le 8 juin 1944, la commune subit la répression du 4e régiment SS « Der Führer », appartenant à la division Das Reich, en route vers la Normandie. Au lieu-dit Rouffillac, partagé avec la commune voisine de Carlux, les Allemands incendient le village et tuent dix-huit personnes, dont seize civils.

## Politique et administration

### Intercommunalité
Calviac-en-Périgord est l'une des quatre communes fondatrices de la communauté de communes du Pays de Fénelon qui, fin 2003, fusionne avec la communauté de communes du Carluxais, celle-ci devenant la communauté de communes du Carluxais Terre de Fénelon. Cette intercommunalité est dissoute au 31 décembre 2013 et remplacée au 1er janvier 2014 par la nouvelle communauté de communes du Pays de Fénelon.

### Administration municipale
La population de la commune étant comprise entre 500 et 1 499 habitants au recensement de 2017, quinze conseillers municipaux ont été élus en 2020,.

### Liste des maires
| Période                                  | Période   | Identité          | Étiquette | Qualité                 |
| ---------------------------------------- | --------- | ----------------- | --------- | ----------------------- |
| Les données manquantes sont à compléter. |           |                   |           |                         |
|                                          |           |                   |           |                         |
| 1979                                     | mars 2001 | Guy David         |           | Agent EDF puis retraité |
| mars 2001 (réélu en mai 2020)            | En cours  | Jean-Paul Ségalat | SE        | Artisan                 |

## Équipements et services publics

### Enseignement
En 2022, la commune de Calviac-en-Périgord n'a plus d'école mais fait partie d'un regroupement pédagogique intercommunal (RPI) avec les communes de Carlux, Pechs-de-l'Espérance, Saint-Julien-de-Lampon et Sainte-Mondane au niveau des classes de primaire :
- Sainte-Mondane accueille les enfants d'école maternelle en toute petite section et en petite section ;
- Carlux s'occupe de la moyenne section et la grande section de maternelle ainsi que du cours préparatoire ;
- Cazoulès (commune de Pechs-de-l'Espérance) gère également le cours préparatoire ainsi que le cours élémentaire 1re année ;
- Saint-Julien-de-Lampon complète le dispositif en accueillant les enfants en cours élémentaire 2e année, cours moyen 1re année et cours moyen 2e année.

### Justice
Dans le domaine judiciaire, Calviac-en-Périgord relève : 
- du tribunal de proximité de Sarlat-la-Canéda ;
- du tribunal judiciaire, du tribunal pour enfants, du conseil de prud'hommes et du tribunal de commerce de Bergerac ;
- du pôle Nationalité du tribunal judiciaire de Périgueux (compétent uniquement dans le domaine de la nationalité) ;
- de la cour d'appel et de la  cour administrative d'appel de Bordeaux.

## Population et société

### Démographie
Les habitants de Calviac-en-Périgord se nomment les Calviacois.
L'évolution du nombre d'habitants est connue à travers les recensements de la population effectués dans la commune depuis 1793. Pour les communes de moins de 10 000 habitants, une enquête de recensement portant sur toute la population est réalisée tous les cinq ans, les populations de référence des années intermédiaires étant quant à elles estimées par interpolation ou extrapolation. Pour la commune, le premier recensement exhaustif entrant dans le cadre du nouveau dispositif a été réalisé en 2006.

En 2022, la commune comptait 541 habitants, en évolution de +7,77 % par rapport à 2016 (Dordogne : +0,37 %, France hors Mayotte : +2,11 %).
| 1793 | 1800 | 1806 | 1821 | 1831 | 1836 | 1841 | 1846 | 1851 |
| ---- | ---- | ---- | ---- | ---- | ---- | ---- | ---- | ---- |
| 551  | 595  | 518  | 629  | 672  | 708  | 734  | 740  | 741  |

| 1856 | 1861 | 1866 | 1872 | 1876 | 1881 | 1886 | 1891 | 1896 |
| ---- | ---- | ---- | ---- | ---- | ---- | ---- | ---- | ---- |
| 730  | 763  | 729  | 730  | 715  | 988  | 740  | 716  | 660  |

| 1901 | 1906 | 1911 | 1921 | 1926 | 1931 | 1936 | 1946 | 1954 |
| ---- | ---- | ---- | ---- | ---- | ---- | ---- | ---- | ---- |
| 661  | 630  | 585  | 524  | 527  | 531  | 510  | 493  | 446  |

| 1962 | 1968 | 1975 | 1982 | 1990 | 1999 | 2006 | 2011 | 2016 |
| ---- | ---- | ---- | ---- | ---- | ---- | ---- | ---- | ---- |
| 438  | 406  | 404  | 425  | 441  | 468  | 501  | 490  | 502  |

| 2021 | 2022 | - | - | - | - | - | - | - |
| ---- | ---- | - | - | - | - | - | - | - |
| 531  | 541  | - | - | - | - | - | - | - |

## Économie

### Emploi
En 2015, parmi la population communale comprise entre 15 et 64 ans, les actifs représentent 211 personnes, soit 42,5 % de la population municipale. Le nombre de chômeurs (quinze) a presque diminué de moitié par rapport à 2010 (vingt-huit) et le taux de chômage de cette population active s'établit à 7,0 %.

### Établissements
Au 31 décembre 2015, la commune compte soixante-sept établissements, dont trente-huit au niveau des commerces, transports ou services, quatorze dans l'agriculture, la sylviculture ou la pêche, neuf dans la construction, trois relatifs au secteur administratif, à l'enseignement, à la santé ou à l'action sociale, et trois dans l'industrie.

## Culture locale et patrimoine

### Lieux et monuments
- Église Saint-Pierre-ès-Liens des XIIe et XVe siècles, inscrite aux monuments historiques en 1970[71]
- Château du Gard du XIXe siècle au lieu-dit Fontcabrol
- Réserve zoologique de Calviac

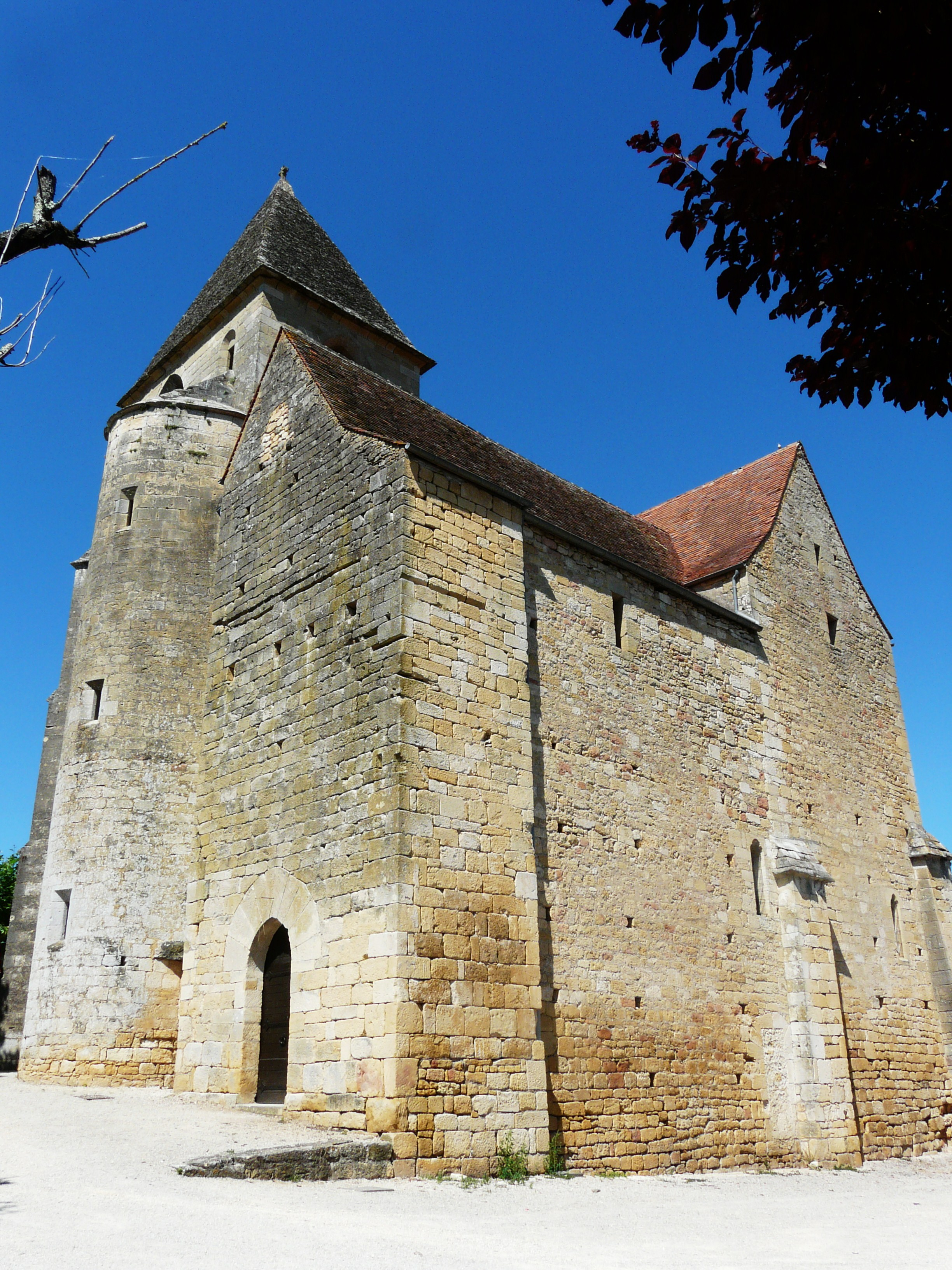
L'église Saint-Pierre-ès-Liens.
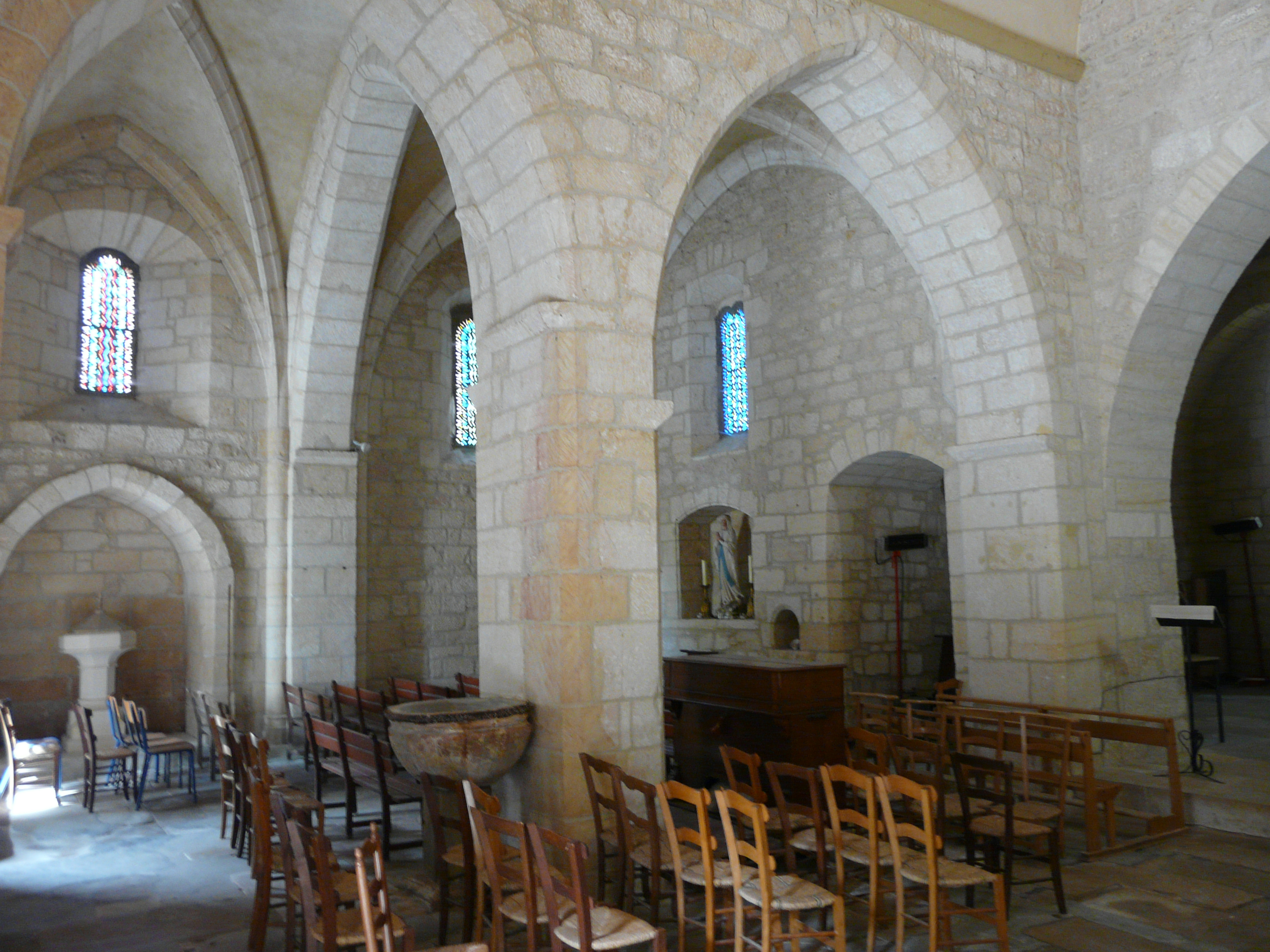
Les deux nefs de l'église.
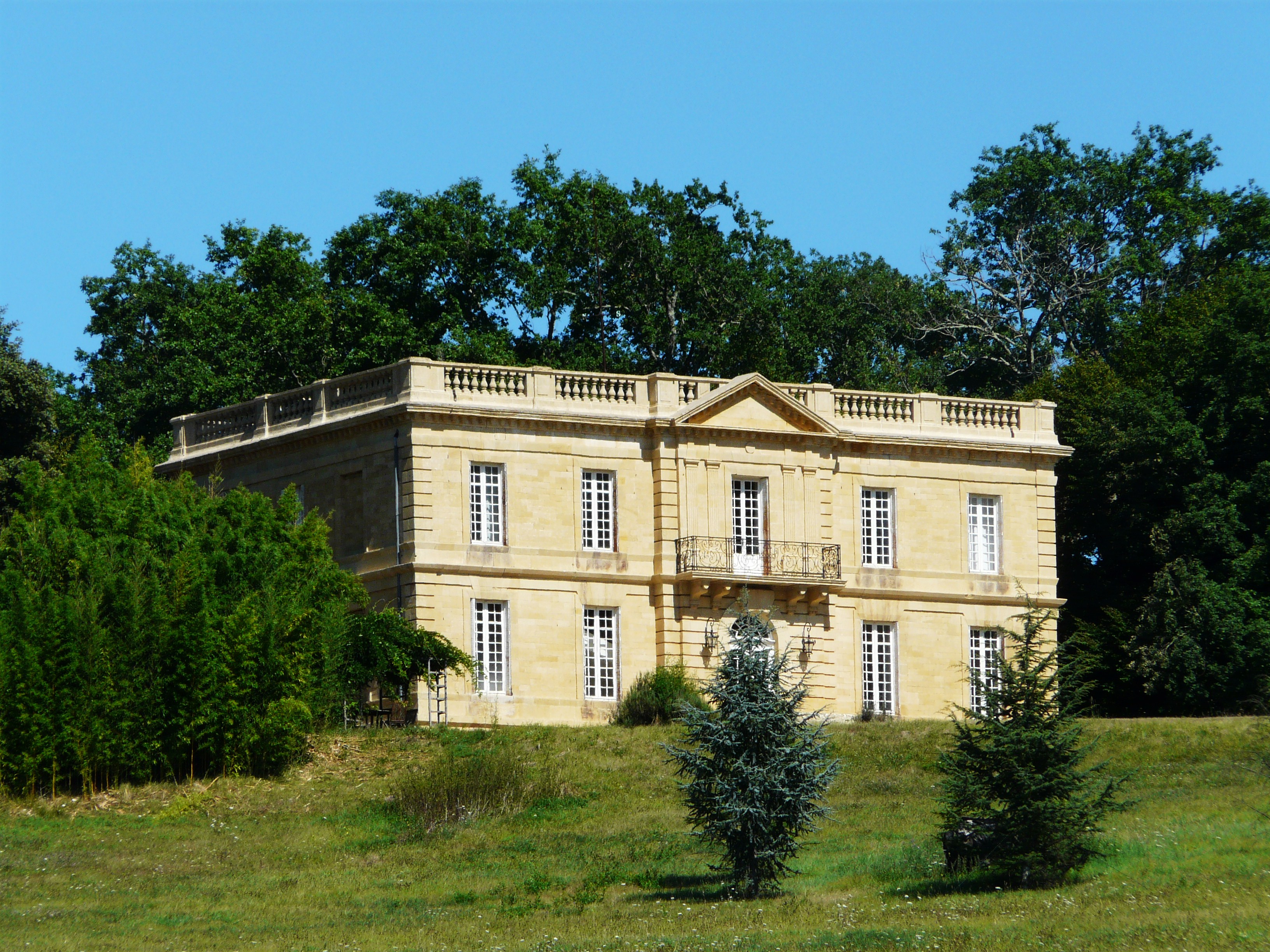
Le château du Gard.

### Distinctions culturelles
Calviac-en-Périgord fait partie des communes ayant reçu l’étoile verte espérantiste, distinction remise aux maires de communes recensant des locuteurs de la langue construite espéranto.

### Personnalités liées à la commune

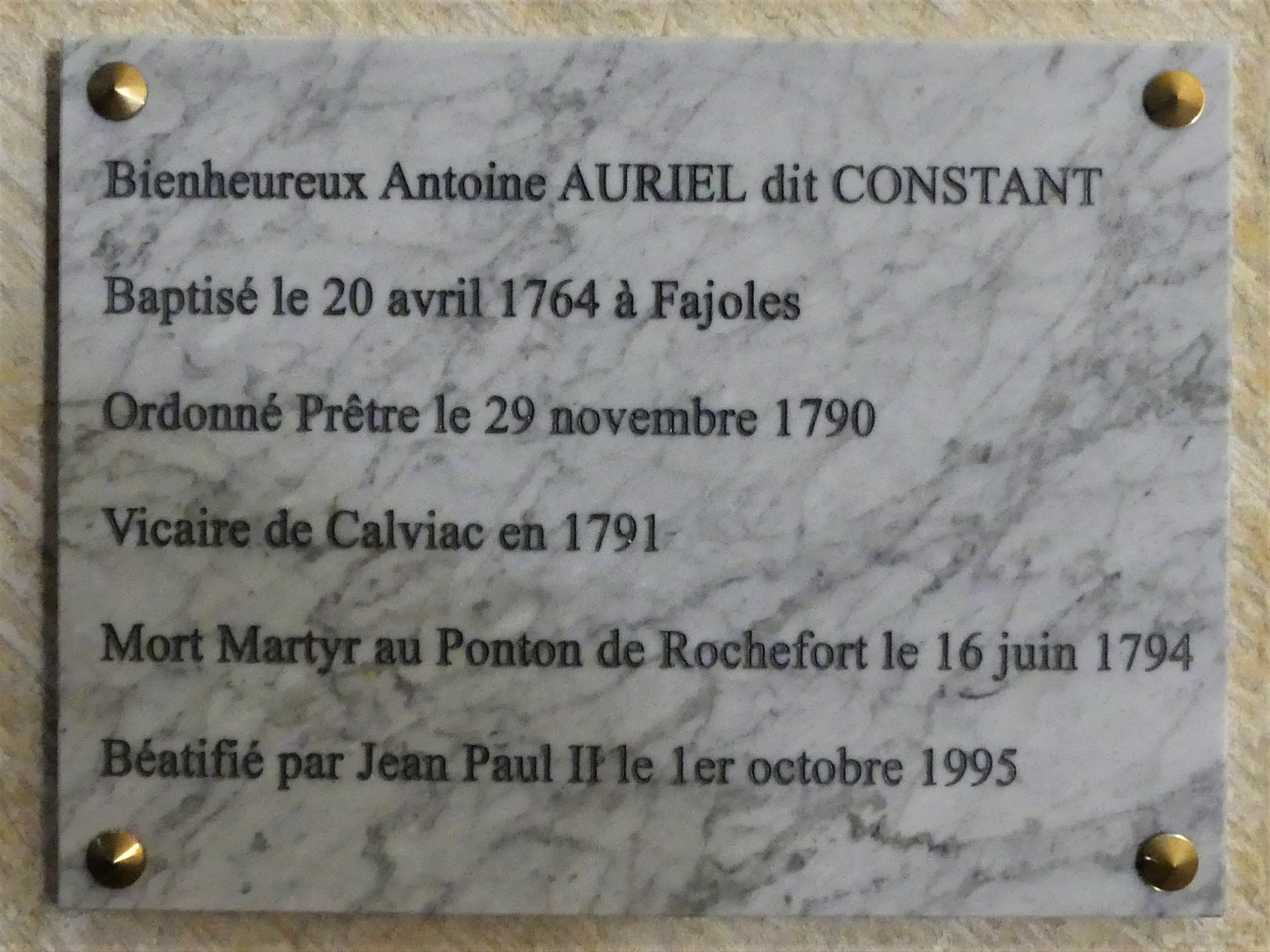
Plaque en hommage à Antoine Auriel-Constant dans l'église Saint-Pierre-ès-Liens.

- Sacerdos de Limoges, ou Sacerdos de Calviac, (670 - vers 720) est un évêque de Limoges et saint français, selon la relation de sa vie écrite à la fin du XIe siècle. Il serait né à Calviac, et devient moine. C'est le fondateur et l'abbé de l'abbaye de Calabre à Calviac.
- Antoine Auriel-Constant (1764-1794), vicaire de Calviac en 1791 puis de Sainte-Mondane, est emprisonné à Périgueux en 1793. Embarqué en avril 1794 sur les pontons de Rochefort, il y meurt deux mois plus tard. Il a été béatifié en 1995 par le pape Jean-Paul II.

## Pour approfondir